# 船越町 (浜松市)
船越町（ふなこしちょう）は静岡県浜松市中央区の町名。丁番を持たない単独町名である。住居表示実施済。

## 地理
東で神立町、西で中央二丁目及び野口町、南で佐藤及び木戸町、北で新津町及び茄子町と接する。

### 河川
- 馬込川
- 曳馬川

### 学区
- 浜松市立船越小学校
- 浜松市立八幡中学校

## 歴史

### 沿革
- 1889年（明治22年）4月1日 - 町村制の施行により、敷知郡船越一色村が周辺の村と合併し、敷知郡曳馬下村となる。旧村名は曳馬下村の大字として残る[WEB 7]。
- 1891年（明治24年）6月11日 - 曳馬下村が曳馬村に改称する。
- 1896年（明治29年）4月1日 - 郡制の施行により、曳馬村の所属郡が浜名郡に変更となる。
- 1916年（大正5年）5月1日 - 曳馬村の一部（大字高林の一部・大字野口・大字下池川・大字船越一色・大字中沢・大字八幡・大字上池川）が浜松市に編入される[WEB 7][書籍 1]。
- 1925年（大正14年）5月1日 -  地籍整理により、大字船越一色から船越町に町名変更を実施。また、大字野口の一部を編入。さらに、一部を野口町、木戸町及び佐藤町にそれぞれ編入[書籍 2]。
- 1965年（昭和40年）4月1日 - 新津町の一部を編入するとともに1回目の住居表示を実施[WEB 8]。
- 1968年（昭和43年）5月1日 - 2回目の住居表示を実施[WEB 8]。
- 1990年（平成2年）7月1日 - 佐藤町の一部を編入するとともに3回目の住居表示を実施[WEB 8]。
- 2007年（平成19年）4月1日 - 浜松市が政令指定都市となる。船越町は中区の一部となる。
- 2020年（令和2年）1月1日 - 地区名を「東地区」から「アクト地区」に変更[WEB 9]。
- 2024年（令和6年）1月1日 - 浜松市の行政区再編により、船越町は中央区の一部となる。

## 施設
- 浜松市立船越小学校
- 浜松市勤労少年ホーム アイミティ浜松
- 浜松船越郵便局
- 船越公園
- 日本形染 本社
- 西友浜松船越店
- ウエルシア浜松船越店
- セブン-イレブン浜松船越町店
- ローソン浜松船越店

## 交通

### バス
- 遠鉄バス73・75・76笠井線、74・77・78蒲線：（浜松駅 方面 - ）船越町（ - イオンモール浜松市野／産業展示館／笠井上町 方面）

### 道路
- 浜松市道小池三島線（船越バイパス）
- 浜松市道植松和地線（六間道路）
- 浜松市道中野町三方原線（柳通り）
- 浜松市道船越小池線
- 浜松市道茄子11号線（五神淵通り）

## その他

### 警察
警察の管轄区域は以下の通りである。
| 番・番地等 | 警察署         | 交番・駐在所 |
| ---------- | -------------- | ------------ |
| 全域       | 浜松中央警察署 | 柳通交番     |

### 消防
消防の管轄区域は以下の通りである。
| 番・番地等 | 消防署   | 本署/出張所 |
| ---------- | -------- | ----------- |
| 全域       | 中消防署 | 相生出張所  |

### 書籍
1. ↑  『浜松市史 三』浜松市役所、1980年3月26日、350,351頁。
2. ↑  『浜松市史 三』浜松市役所、1980年3月26日、355,356頁。

### WEB
1. ↑  “h02_22.csv”.   総務省 (2022年2月10日). 2024年10月3日閲覧。
2. ↑  “chuouku_menseki.xlsx”.   浜松市 (2024年3月12日). 2024年10月3日閲覧。
3. ↑  “静岡県 浜松市中央区 船越町の郵便番号 - 日本郵便”.   日本郵便. 2025年2月15日閲覧。
4. ↑  “市外局番の一覧” (PDF).   総務省 (2022年3月1日). 2024年6月17日閲覧。
5. ↑  “事業所案内及び管轄地域（事務所3件、分室3件）”.   一般社団法人静岡県自動車会議所. 2024年6月17日閲覧。
6. ↑  “zissiitiran1.pdf”.   浜松市 (2024年1月4日). 2024年6月17日閲覧。
7. 1 2  “historyofcities.pdf”.   静岡県総務部合併推進室・財団法人静岡県市町村振興協会. 2024年9月18日閲覧。
8. 1 2 3  “zissizennzi.pdf”.   浜松市 (2024年1月4日). 2024年6月17日閲覧。
9. ↑  “setaisu-jinkousu_area_r02-01.pdf”.   浜松市 (2020年1月1日). 2024年6月17日閲覧。
10. ↑  “柳通交番｜静岡県警察”.   静岡県警察 (2024年1月1日). 2024年6月17日閲覧。
11. ↑  “消防署の町別管轄「ふ」／浜松市”.   浜松市 (2023年4月3日). 2024年6月17日閲覧。